# Glomeris bicolor.
Glomeris bicolor. är en mångfotingart som beskrevs av Charles Thorold Wood 1865. Glomeris bicolor. ingår i släktet Glomeris och familjen klotdubbelfotingar. Inga underarter finns listade i Catalogue of Life.